# Here, My Dear
Here, My Dear è il quindicesimo album in studio del cantante statunitense Marvin Gaye, pubblicato nel 1978.

## Tracce
Tutte le tracce sono di Marvin Gaye, eccetto dove indicato.

Lato 1
1. Here, My Dear – 2:48
2. I Met a Little Girl – 5:03
3. When Did You Stop Loving Me, When Did I Stop Loving You – 6:17
4. Anger (Delta Ashby, Gaye, Ed Townsend) – 4:04

Lato 2
1. Is That Enough – 7:47
2. Everybody Needs Love (Ed Townsend, Gaye) – 5:48
3. Time to Get It Together – 3:55

Lato 3
1. Sparrow (Townsend, Gaye) – 6:12
2. Anna's Song – 5:56
3. When Did You Stop Loving Me, When Did I Stop Loving You (Instrumental) – 6:03

Lato 4
1. A Funky Space Reincarnation – 8:18
2. You Can Leave, but It's Going to Cost You – 5:32
3. Falling in Love Again – 4:39
4. When Did You Stop Loving Me, When Did I Stop Loving You (Reprise) – 0:47